# Charles Desteuque
 (octobre 2007).
Charles Desteuque (9 septembre 1851 à Reims - 18 février 1897 à Prémontré), dit l'Intrépide Vide-bouteilles est un critique passé à la postérité grâce aux vers de Raoul Ponchon (1848-1937), dédiés à Jean-Louis Forain, autre compatriote illustre, que celui-ci écrivit en guise d'oraison funèbre, deux ans après sa mort, et publiés en 1920 dans La Muse au Cabaret, seule œuvre parue du vivant de Ponchon.  Cependant dès 1888, le Courrier français avait publié « La Légende de l’intrépide vide-bouteille ». 

## Biographie
Charles Desteuque est né à Reims, le 9 septembre 1851, décédé à Prémontré (Aisne) le 18 février 1897, il est le fils de Adèle Palloteau et Pierre Eugène Desteuque. Il repose à Reims dans le canton 16 du cimetière du Nord.
Charles Desteuque, journaliste, tenait, dans le Gil Blas, une rubrique réservée à la promotion de demi-mondaines. C'est ainsi qu'il découvrit La Goulue (1866-1929) au Moulin de la Galette et qu'il lui procura son engagement au Moulin rouge, en la présentant à Charles Zidler, lors d'une mémorable soirée au Grand Véfour.
Coïncidence étrange, – mais est-ce vraiment une coïncidence ? – le propre neveu et filleul de Joseph Oller, le fondateur et propriétaire du Moulin rouge, épousa la fille de Céleste Godbert (1857-1913). On se souvient que Céleste Godbert (cf. Regards sur notre Patrimoine, no 9, juin 2001 : L’hôtel Godbert et ses hôtes) avait été décoré, en 1908, des Palmes académiques en qualité de critique dramatique, et à ce titre, il ne pouvait que fréquenter les théâtres. 
Joseph Oller (1839-1922), avait deux passions : les chevaux et le spectacle. Il fut l’inventeur, en 1867, du Pari Mutuel, avec la complicité du Charles de Morny. Il fut aussi le fondateur des « Fantaisies Oller », créa le « Théâtre des Nouveautés », la piscine Rochechouart, le « Nouveau Cirque », qui fera place à la salle Pleyel, puis plus tard les  « Jardins de Paris ». Il avait installé, en 1888, des « Montagnes russes » et à la place desquelles il fit construire : l'Olympia. Cette salle mythique fut inaugurée, le 12 avril 1893, par Loïe Fuller et La Goulue…
Joseph Oller, propriétaire et aménageur des champs de courses de Maisons-Laffitte, fit aussi l’acquisition du célèbre Bal Mabille à l’emplacement duquel on construisit le Grand Palais, fleuron de l'Exposition universelle de 1900. En 1905, le ministre de l’Intérieur le désigna pour faire visiter la capitale au roi d’Espagne Alphonse XIII. 
Son neveu, Henry Oller (1872-1950), propriétaire d’une importante imprimerie à Puteaux, était responsable de l’organisation du PMU, avenue de la Grande-Armée à Paris. Par sa femme, il hérita de la villa Godbert, magnifique propriété à Villers-Allerand, où Eugène Desteuque, le père de Charles, y était propriétaire et maire de la commune…	
Si le « père du music-hall » repose au Père-Lachaise, près de la tombe de Gilles Margaritis (1912-1965), le créateur de la Piste aux Étoiles, Henry François Joseph Oller et son épouse Hermine Céleste Godbert (1880-1950), prénommée comme son père, reposent en ce paisible cimetière de Villers-Allerand. La petite place Henry-Oller de ce village, dont ils furent les bienfaiteurs, rappelle leur souvenir.
Toulouse-Lautrec aurait-il représenté l’Intrépide, en 1891-1892, dans le Danseur accompagnant La Goulue, « Charlot D… » avec un chapeau ? Mais il s’agit plus vraisemblablement de Charlot le Déménageur que certains auteurs ont déjà confondu avec Charles Desteuque ? Ces auteurs l’appellent d’ailleurs Desteuques, Desterque, Despocque, Destauques… Ce Charlot, issu de l’orphelinat, n’avait pas reçu la même éducation que notre Charles, il battait La Goulue…
C’est encore dans l’entresol qu’il occupait rue de Laval, face au cabaret du Chat noir, qu’eut lieu le baptême par Laure de Chiffreville d’Émilienne d'Alençon (1869-1946).
Lorsque la grande courtisane publia ses mémoires, en 1940, Auriant, le critique du Mercure de France, reprocha à celle-ci son manque de mémoire ! et surtout son ingratitude envers Charles Desteuque, en racontant, par le menu, cette soirée, dans Le Mercure de France du 1er avril 1940.
On sait que cette croqueuse de diamants ruinera, entre autres, le jeune duc Jacques d'Uzès (1868-1893), arrière arrière-petit-fils de la veuve Clicquot. Il lui procura grand train de vie : appartement aux Champs-Élysées, attelage, domestiques et même quelques-uns des bijoux de sa mère la célèbre duchesse. Cette dernière l’envoya au Congo pour l’éloigner d'Émilienne. Il y mourut des fièvres, en 1895, et la duchesse, sans doute prise de remords, publia chez Plon « Le Voyage de mon fils au Congo » et lui fit élever, dans la ville d’Uzès, un magnifique monument par le sculpteur René de Saint-Marceaux (1845-1915), un autre Rémois illustre. Ce monument en bronze, où Jacques de Crussol d'Uzès était représenté debout dans une pirogue au milieu de noirs pagayant, a disparu durant l’occupation allemande.
Un peu plus tard, Charles Desteuque devint secrétaire des Folies Bergère et c’est lui qui fournira un énorme diamant, entouré de saphirs, La Belle Jacqueline, rival du Régent, le clou de la parure de Liane de Pougy (1869-1950) pour ses débuts sur la scène parisienne en avril 1894.
Ainsi devons-nous à Charles Desteuque d’avoir lancé dans le demi-monde, deux des Trois Grandes de la Belle Époque qui étaient connues pour être « la Belle Otéro » (1868-1965), Émilienne d'Alençon et Liane de Pougy. Ces trois égéries qui incarnèrent le triomphe de la femme, sa puissance sur la raison des hommes. Sans elles, a-t-on dit, la Belle Époque ne porterait pas son nom.
En 1994, lors de la publication de la biographie d’Alphonse Allais, François Caradec, reparla du personnage, avec cette anecdote relatée par Adrien Berheim :
"C’est à cette joyeuse époque que nous nous réunissions l’été à Trouville, en cette villa des Cèdres. Gandillot était le propriétaire de cette maison normande : Henri Fouquier, Alfred Capus, Coquelin cadet, Thérésa, Grosclaude et Allais en étaient les hôtes les plus illustres. Le boulangisme triomphait alors, et Charles Desteuque, l’Intrépide Vide-Bouteilles, arborait une chemise sur laquelle apparaissait superbe la tête du général. Allais avait naturellement suivi l’exemple : il avait décrété que tous les familiers de la villa des Cèdres iraient aux courses en bras de chemises boulangistes…
Cette chemise fit merveille, comme tant de ces inventions drolatiques dont Allais passait toujours pour l’éditeur responsable…"
Ajoutons que le boulangisme fut soutenu financièrement par la duchesse d'Uzès, Anne de Rochechouart-Mortemart (1847-1933), mère du jeune duc déjà cité, qui fut propriétaire de l’hôtel Ponsardin. On prétendit qu’elle y dépensa le montant de sa part dans la maison Clicquot qu’elle avait vendue, en 1888, à Alfred Werlé pour un montant de 2 800 000 F. Une autre Rémoise, tout aussi célèbre, la comtesse de Loynes, [Jeanne de Tourbet, alias Marie-Anne Detourbey (1837-1908)], aux origines plus obscures, plus connue sous le nom de Dame aux Violettes, soutint également le général Boulanger, par son salon politique et littéraire de l’avenue des Champs-Élysées.
C’est aussi à Courcelles-Sapicourt, dans la propriété du Dr Auguste Lüling (1859-1950), des champagnes Heidsieck & Cie, qu’eut lieu, en 1906, le mariage de la veuve Alphonse Allais avec le fameux Maurice Bertrand, en présence de Georges Victor-Hugo et d’Alfred Capus, directeur du Figaro. Là encore, celui qu’on appelait le Monsieur de chez Maxim's, ce fils de notaire, représentant en vins de Champagne, nous a laissé de nombreuses anecdotes, dont celle-ci, particulièrement savoureuse : Un soir, on le trouva, pris de boisson comme souvent, appuyé à un réverbère de l’avenue de l’Opéra. On lui demanda ce qu’il attendait et il répondit : J’attends ! oui j’attends ! Je vois les maisons qui passent et j’attends la mienne pour sauter dedans ! On l’appelait également le gentilhomme champagnard.
Si l’on en croit Eugène Dupont, Charles Desteuque, tout comme Clémence de Pibrac, aurait contribué au lancement d’une marque spéciale de champagne, qu’avait créée la firme Mumm, le « Cordon rouge ». Celui-ci se fabriquait avec les cuvées ratées. Cette marque, bien lancée, obtint un franc succès parmi les clients des cabarets nocturnes. C’était le champagne qui se boit quand on n’est plus à même d’apprécier sainement les qualités d’un vin mousseux.
Après avoir été l’une des Reines de Paris, étoile du Casino de Paris, Clémence de Pibrac (1869-1938), qui se produisait également dans la revue de fin d’année des Folies Bergère, redevint Clémence Procureur et se retira en son château de Cormontreuil. Elle repose au cimetière du Sud sous un lourd et riche tombeau.
Raoul Ponchon ne fut pas le seul à s’intéresser à ce fantoche montmartrois, comme l’appelait Eugène Dupont, pendant d’Achille Laviarde, roi d'Araucanie, beau comme un dieu, insolent comme un page. Alexandre Hepp écrivit à son propos : « Teint blême, yeux d’un bleu malade, sourire crispé, cheveux drus et grisonnants ».
Enfin ce dernier écho, relatait dans La Vie Rémoise, de l’intarissable Eugène Dupont : « La dernière fois que Charles Desteuque a été vu sur le Boulevard, c’était dans un équipage attelé de rennes. Un traîneau à roulettes, emprunté aux accessoires d’une troupe russe venue à Paris en représentations. L’Intrépide, ayant à ses côtés un moujik à longue barbe, en touloupe et bonnet en peau de mouton, une belle fille, coiffée du kakochnick national, et dont le corselet pailleté d’or était radieux, – semblait triomphant. Il trimballait à travers Paris, de rédaction en rédaction, ce nouveau numéro sensationnel des Folies Bergère, dont il était secrétaire ; et il y raconta avoir fait engager ces gens, par Marchand, à raison de 500 fr. par mois.
Vide-Bouteilles mourut à l’asile psychiatrique de Prémontré le 18 février 1897, dans sa 46e année, et le service de son enterrement fut célébré discrètement à Reims en la chapelle du cimetière du Nord le 20 suivant.

## Source
- Cimetière du Nord, visite guidée,	Alphonse Rocha, Éd. Lulu.com, p. 123  (ISBN 1326413902)